# Spielberg (Styria)
Spielberg (do 30 czerwca 2009 Spielberg bei Knittelfeld) – miasto w Austrii, w kraju związkowym Styria, w powiecie Murtal. Do 31 grudnia 2011 należało do powiatu Knittelfeld. Leży na północ od rzeki Mury pomiędzy miastami Knittelfeld i Zeltweg. Liczy 5292 mieszkańców (1 stycznia 2015). Od 1985 do 30 września 2009 gmina targowa.

## Dzielnice
Miasto składa się z jedenastu dzielnic:
- Einhörn
- Flatschach
- Ingering
- Laing
- Lind
- Maßweg
- Pausendorf
- Sachendorf
- Schönberg
- Spielberg
- Weyern

## Sport
Spielberg to miejsce, gdzie znajduje się tor wyścigowy Red Bull Ring. W latach 1970–1987, 1997-2003 i od 2014 roku odbywa się tam Grand Prix Austrii Formuły 1.